# Elías Montiel
Elías Enrique Montiel Ávalos (Tula, 7 oktober 2005) is een Mexicaans voetballer die doorgaans speelt als middenvelder. In juli 2023 debuteerde hij voor CF Pachuca.

## Clubcarrière
Montiel speelde in de jeugdopleiding van CF Pachuca en werd voorafgaand aan het seizoen 2023/24 opgenomen in het eerste elftal. Zijn debuut maakte hij op 11 juli 2023, toen in de Liga MX met 4–0 verloren werd van Club León. Montiel mocht van coach Guillermo Almada in de basis beginnen en hij speelde het gehele duel mee. Zijn eerste officiële doelpunt volgde op 27 oktober 2024. Ondanks zijn doelpunt in de eerste helft ging de wedstrijd bij Tigres UANL met 2–1 verloren. In 2024 won Montiel met Pachuca de Concacaf Champions Cup, waardoor de club zich kwalificeerde voor de FIFA Intercontinental Cup 2024. Hierin werd de finale bereikt, waarin Real Madrid te sterk was. Montiel werd verkozen tot de derde beste speler van het toernooi, waardoor hij de Bronzen Bal kreeg uitgereikt.

## Clubstatistieken
| Seizoen | Club       | Competitie | Competitie | Competitie | Beker | Beker | Internationaal | Internationaal | Totaal | Totaal |
| Seizoen | Club       | Competitie | Wed.       | Dlp.       | Wed.  | Dlp.  | Wed.           | Dlp.           | Wed.   | Dlp.   |
| ------- | ---------- | ---------- | ---------- | ---------- | ----- | ----- | -------------- | -------------- | ------ | ------ |
| 2023/24 | CF Pachuca | Liga MX    | 23         | 0          | 0     | 0     | 7              | 0              | 30     | 0      |
| 2024/25 | CF Pachuca | Liga MX    | 28         | 2          | 0     | 0     | 4              | 0              | 32     | 2      |
| Totaal  | Totaal     | Totaal     | 51         | 2          | 0     | 0     | 11             | 0              | 62     | 2      |

Bijgewerkt op 6 mei 2025.